# Begonia bonus-henricus
Espèce
Statut de conservation UICN

 EN B2ab(iii) : En danger
Begonia bonus-henricus J.J.de Wilde est une espèce de plantes de la famille des Begoniaceae, de la section Squamibegonia, subendémique du Cameroun.
Elle a été décrite en 1980 par Jan Jacobus Friedrich Egmond de Wilde.

## Étymologie
Son épithète spécifique bonus-henricus rend hommage au père Henri François Bon (1844-1895), botaniste amateur français, collaborateur du Muséum national d'histoire naturelle.

## Description
C'est une herbe hémi-épiphyte qui pousse sur les troncs des arbres dans les forêts de nuage.

## Répartition géographique
L'espèce a été observée principalement au Cameroun, sur plusieurs sites dans la Région du Sud-Ouest (monts Rumpi, monts Bakossi) et un emplacement dans la Région du Sud. En 1998, elle est également signalée en Guinée équatoriale sur l'île de Bioko.
Assez commune, mais sur un petit territoire menacé, elle est considérée comme une « espèce en danger ».